# عياش 250
صاروخ يحيى عياش 250 أو عياش 250 صاروخ فلسطيني محلي الصنع من إنتاج كتائب الشهيد عز الدين القسام الجناح العسكري لحركة المقاومة الإسلامية – حماس – يصل مداه إلى 250 كم. كُشف النقاب عنه في 13 مايو 2021 حيث استخدم لأول مرة ضمن الحرب على غزة 2021 في قصف مطار رامون في جنوب صحراء النقب. سُمي نسبة إلى يحيى عياش.

## انظر ايضًا
- صاروخ R160
- صاروخ إم 75